# Pseudonapomyza justiciae
Pseudonapomyza justiciae este o specie de muște din genul Pseudonapomyza, familia Agromyzidae, descrisă de Spencer în anul 1990.
Este endemică în Kenya. Conform Catalogue of Life specia Pseudonapomyza justiciae nu are subspecii cunoscute.